# 香港地租
地租或地稅是香港政府根據土地契約向有關業主徵收的款項，不管物業是被佔用或空置，均須繳納。業主所繳納地租或地稅的款額是固定的，抑或會隨應課差餉租值的變動而改變，要視乎有關物業的土地契約所屬類別而定。在1985年5月27日或以前獲批或獲續期土地契約的港島和九龍物業，以及業主為新界原有鄉村原居村民或合資格的祖或堂，向政府繳納的是地稅（原有地租）。基於1997年主權移交的安排，1985年5月27日或以後獲批或獲續期土地契約的港島和九龍物業改為徵收地租。除了業主為新界原有鄉村原居村民或合資格的祖或堂，所有位於新九龍及新界的土地承租人均屬地租的徵收對象。
地租和地稅（原有地租）的法律基礎和負責部門並不一樣：地租由差餉物業估價署負責按《地租（評估及徵收）條例》第515章徵收，而地稅（原有地租）由香港地政總署負責徵收。

## 徵收對象
1841年香港開埠，香港島上的土地於同一年便開始由殖民地政府出售予私人買家。除了中環花園道的聖約翰座堂的土地屬永久業權外，其他所有土地均以批租形式出售其地上權。契約條款因應出售當時的土地政策而有差異。一般的批租期為固定年期75年、99年、150年或999年，而沒有續租權利；或是可續租年期75年、99年或150年，而有權分別再續租相同的年期。土地買方（即契約持有人）須於批給契約時，向政府繳付反映當時土地的地價，並且繳交年租，此之為「地稅（原有地租）」。地稅通常為象徵式金額。
香港島和界限街以南的九龍半島為中國永久割讓予英國之地，而界限街以北之新九龍和新界則為英國按1898年簽定之《展拓香港界址專條》而向中國之租借部份，限期99年。因這些地區的土地只屬租借性質，所以港英政府需另立法源去確立在這地區收取稅項。故在這些地區所批出和賣出的土地繳交的，便是為「地租」，有別於按其他法例而徵收的「地稅（原有地租）」。

## 《中英聯合聲明》
中國政府及英國政府於1984年12月19日簽署《中英關於香港問題的聯合聲明》（下稱《聯合聲明》）。該聲明於1985年5月27日生效，而其附件III載列有關批出新土地契約及不可續期土地契約的續期事宜。
根據《聯合聲明》附件III的規定，香港政府在1985年5月27日至1997年6月30日期間批出的新土地契約的租期不可超越2047年6月30日。（而在這期間獲批或獲續期土地契約的港島和九龍物業，也改為繳交地租，而非之前這兩地區一直繳交的地稅。）土地承租人須繳納地價及象徵式租金直至1997年6月30日，在該日以後則無須補地價，但須每年繳納相當於當日該土地應課差餉租值3%的年租，此後，年租會隨應課差餉租值的改變而調整。
附件III亦訂明，除了短期租約和特殊用途的契約外，1997年6月30日以前期滿的不可續期土地契約，如承租人願意，均可續期至2047年6月30日止，無須補地價。從續期之日起，每年繳納相當於當日該土地應課差餉租值3%的年租，此後，年租會隨應課差餉租值的改變而調整。
至於1997年6月30日以後期滿而沒有續期權利的契約，附件III訂明，將按照香港特別行政區有關的土地法律及政策處理。

## 《新界土地契約（續期）條例》（香港法例第150章）
《聯合聲明》附件III載列的大部分不可續期契約是關乎新界（包括新九龍）的土地。當時有超過30,000張新界土地契約，不少屬共有業權。由於沒有可能逐張契約續期，唯一可行方法就是透過立法，在差不多同一時間把大批的契約續期。政府因而在1988年制定了香港法例第150章《新界土地契約（續期）條例》。
該條例第6條把所有新界土地契約（除葵青貨櫃碼頭及香港中文大學等28幅特殊用地外，於回歸後另擬新契，有效期亦是50年，但並非由1997年7月1日起計）自動續期至2047年6月30日，毋須補地價，但承租人須按照第8條的規定，每年按時繳納相當於批租土地應課差餉租值3%的租金。不過，有關新定應繳地租和豁免地租的條款稍後被廢除，並納入1997年制定的《地租（評估及徵收）條例》（香港法例第515章）中。

## 《基本法》
《香港特別行政區基本法》於1997年7月1日生效，令《聯合聲明》所訂明的土地政策得以實施。
第120條

香港特別行政區成立以前已批出、決定、或續期的跨越1997年6月30日年期的所有土地契約和與土地契約有關的一切權利，均按香港特別行政區的法律繼續予以承認和保護。
第121條

從1985年5月27日至1997年6月30日期間批出的，或原沒有續期權利而獲得續期的，超出1997年6月30日年期而不超過2047年6月30日的一切土地契約，承租人從1997年7月1日起不補地價，但需每年繳納相當於當日該土地應課差餉租值3%的租金。此後，隨應課差餉租值的改變而調整租金。
第122條

原舊批約地段、鄉村屋地、丁屋地和類似的農村土地，如該土地在1984年6月30日的承租人，或在該日以後批出的丁屋地承租人，其父系為1898年在香港的原有鄉村居民，只要該土地的承租人仍為該人或其合法父系繼承人，原定租金維持不變。
第123條

香港特別行政區成立以後滿期而沒有續期權利的土地契約，由香港特別行政區自行制定法律和政策處理。

## 自1997年7月1日後的批地及土地續期安排
香港回歸及香港特別行政區政府成立後不久，政府根據《聯合聲明》附件III制定首項土地政策。行政會議於1997年7月15日通過各項有關土地契約和相關事宜的條文。
上述土地政策包括，由批租日期起計，新批土地契約的年期定為50年，惟新批作特殊用途契約及短期租約則除外。承租人除繳付地價外，還須由批租當日起每年繳納地租，款額相當於批租土地應課差餉租值的3%。
當沒有續期權利的土地契約期滿後，香港特別行政區政府有全權酌情決定期滿後續期50年。承租人無須補繳地價，惟同樣須由續期當日起就有關物業每年繳納地租，款額相當於有關物業應課差餉租值的3%（而特殊用途，或已更改用途的土地另計）。因應港、九大批無續期權土地將於2025年起，以及新九龍及新界多數土地於2047年到期，政府於2023年公佈《政府租契續期條例》之草案，規定於立法後，除列明不獲續期（或業主主動放棄）之用地，或外交部駐港公署不批准續期之外國駐港機構物業，其他一概自動續期50年。該條例已於2024年6月獲通過，同年7月5日起生效。

### 《政府租契續期條例》生效前的續期案例
- 2006年，薄扶林花園續租土地50年，僅需按季繳納租值3%之地租，並依例無需補地價。然而，由於在辦理契約續期時出現空窗期，其原來的業主立案法團因而被凍結資產，無法轉讓予新法團，最後需要將舊法團清盤才能解決問題。
- 2012年，海運大廈續租土地21年，代價是按季繳納租值3%之地租，加補地價79億。

## 特殊批地及地租政策
政府對以下機構的特殊批地及地租安排如下：
- 公用事業公司（電力公司、電訊公司、煤氣公司等，鐵路除外）、香港賽馬會：按市價批出公用事業及馬場所需用地，並按現行地租及地稅政策繳納地租。

- 香港房屋委員會：現時以1000元象徵性價格批出建造資助出售公營房屋所需土地（例如居屋、綠置居），並按現行地租及地稅政策繳納地租；而在1988年至2000年代初，地價則為建築成本的35%。出租公營房屋方面，前屋宇建設委員會屋邨、已拆售商業部分予領展或已納入租者置其屋計劃的屋邨需註冊為一地段，處理與新建資助出售房屋相似。而由房委會全權持有的出租屋邨，則根據短期租約（在建時）及歸屬令（完工後，按照《房屋條例》第5條規定，不適用於土地註冊制度），永久批予房委會。另外，由於調景嶺發展區由政府委託房委會代為開發，故建於其上的彩明苑以免地價形式批出[4]，是全港各資助出售房屋的唯一特例。

- 香港房屋協會：以按市價三分之一（資助房屋）或象徵式1000元（出租屋邨）地價批出建造出租公屋及資助出售房屋所需土地，並按現行地租及地稅政策繳納地租。

- 市區重建局：以1000元象徵性價格批出重建項目土地，並按現行地租及地稅政策繳納地租。

- 九廣鐵路公司及港鐵公司：以1000元象徵性價格批出營運鐵路所需土地（前者稱九廣鐵路用地，後者稱地下鐵路地段），並按現行地租及地稅政策繳納地租。若港鐵需發展上蓋項目，則需向政府就相關項目土地補地價，並由中標發展商支付。

- 香港機場管理局：以2000元象徵性價格批出香港國際機場既有部分，另以1000元象徵性價格批出第三條跑道及相應擴展部分，並按現行地租及地稅政策繳納地租。

- 部分津貼學校、私人會所、慈善機構、私立/國際學校及資助專上院校用地（不包括中文大學及賽馬會）：以1000元象徵性價格批出所需土地；契約修訂及增批則無需付地價或只需付優惠地價（約數十萬至數百萬元）。

- 香港中文大學：以1000元象徵性價格批出所需土地；另按《香港中文大學條例》第18條規定，只可向中大所有校產，一併收取每年10元象徵性地租（包括但不限於條例第2條訂明大學本部所在的沙田市地段437號，前稱「丈量約份第42約地段第725號」）；契約修訂及增批則無需付地價。

- 自資專上院校：按政府一貫政策，自資專上院校土地以象徵性1或1000元批出，只有10年地契年期，並按辦學情況決定續期與否，一旦續期則需另簽新契及更改地段編號；契約修訂及增批則無需付地價或只需付優惠地價（約數十萬至數百萬元）；此外，這種批地契約需同時由地政總署及教育局批核。

- 聖約翰座堂：按《英語聖公會信託條例》第6條規定，香港聖公會享永久地權及地上權，無需繳納地租；但若教堂終止運作或另作別用，政府有權收回土地。

- 深圳市人民政府：西九龍站內地口岸區以永久租賃（同時與政府及九鐵公司租賃）方式，連同司法管轄權（不包括六項指定民法及名義港深邊界）於2018年9月4日凌晨零時起劃歸深圳市福田區；地租為象徵性1000元，條款為深圳度身訂造，享有特權與美國駐港總領事館相若，香港政府無權干涉深圳市政府一切行為。

- 美國駐港總領事館：設於中環花園道的美國駐港總領事館的地契原則上年期為75加75年（1950年4月19日起計算；只可用作領事館，否則必須交還），地契设有可在契約期內提出将土地改為永久业权的条款，但需要向港府支付地价，美国政府曾于1997年前与港府讨论行使永久业权条款，但因为横跨香港主权交接期，故此当时的港府留待1997年主权移交由后续的中国香港特区政府磋商及决定，其后双方同意将永久业权条款改为延长地契999年，並已於1999年由中华人民共和国香港特别行政区政府批准美国政府以4千4百萬港元的代價完成续期999年[5]。

- 香港政府各部門、多數官津補及直資中小學用地：免地價永久批出土地，不用繳納地租，但按照「政府永久撥地」政策、編配系統及辦學合約等行政措施管理。

- 駐港國安公署：將設於大角咀的總部用地以免地價形式批出，為期50年，且批地文件不准公開及查閱。

- 外交部駐港特派員公署：設於堅尼地道的外交部駐港特派員公署大樓、宿舍及官邸，以象徵性1或1000元批出，地契年期直至2047年為止。

- 駐港解放軍：各軍營及靶場用地均以「國防地段」形式永久批出地上權，香港政府無權干涉；但若駐軍不再使用，須按有關安排無償交還政府。

## 《地租（評估及徵收）條例》（香港法例第515章）
自《聯合聲明》生效後，所有政府土地契約均包含一項標準條件，規定由1997年7月1日起，承租人每年須繳納租金，款額相當於批租土地應課差餉租值的3%（下稱「地租」）。不過，香港法例第150章和政府土地契約條件均沒有就評估、繳納和徵收地租提供足夠詳情，亦沒有賦予地租繳納人任何權利就評估提出反對及上訴。為方便管理地租的評估和徵收，政府於1997年5月30日制定了《地租（評估及徵收）條例》（下稱《地租條例》）。而根據該條例第34條，另一附屬條例，即《地租（評估及徵收）規例》（下稱《地租規例》）於1997年6月6日制定，旨在就地租的評估及徵收事宜制定守則及程序。
《地租條例》適用於根據下列契約所批租的土地權益：
1. 《新界土地契約（續期）條例》（香港法例第150章）第6條適用範圍內續期的契約；及
2. 契約有明文規定，須每年不時繳納地租，款額相當於批租土地應課差餉租值的3%。

## 地租類別
自1997年7月1日起，根據不同契約條款向契約持有人徵收的地租，一般來說共分四類，即：
1. 區域地稅，一般是象徵式金額，在政府契約上訂明須在整個契約期內繳交；
2. 《政府租契條例》（香港法例第40章）的可續期政府租契在續租期內應繳的地稅；
3. 根據《地租條例》評估的地租，相當於批租土地的應課差餉租值3%；以及
4. 優惠地租，一般是象徵式金額，適用於根據《地租條例》規定，由新界原居村民自1984年6月30日起持續擁有的合資格業權。

香港特別行政區地政總署負責徵收區域地稅及優惠地租，即上文類別1及4。至於類別2的地稅，香港特別行政區差餉物業估價署（下稱「估價署」）負責評估及通知地政總署發單和徵收。由於估價署負責執行《地租條例》，因此全權負責評估和徵收類別3的地租。

## 《政府租契條例》（香港法例第40章）
承租人在行使可續期土地契約賦予的再續期權利時，須繳付「工務司在續期日就土地所釐定的公平和合理的租金」。這個批出可續期契約的做法於1880年代首次實施。一般而言，契約租期為75年或99年，可分別再續期75年或99年。
不過，根據契約條款，契約持有人須繳納土地續期當日的市值租金，作為續租期間應繳的租金。由於七十年代初期物業租金大幅上升，因此契約持有人強烈反對這個評估基礎。有鑑於此，政府遂推出一系列續期措施，最終在1973年12月14日實施了《官契條例》（現時已更名為《政府租契條例》，香港法例第40章）。該條例訂明，契約持有人須在續租期每年繳交租金，款額相當於有關土地在契約續期當日應課差餉租值的3%。在整個續租期內以這個方式評估的地稅將維持不變，直至有關土地重新發展為止，屆時地稅會以土地上新建築物的臨時估價應課差餉租值的3%來計算。

## 《地租（評估及徵收）條例》（香港法例第515章）的實施

### 繳納地租的法律責任
《地租條例》第6條訂明，該條例規管的政府租契（下稱「適用租契」）的承租人，有責任繳交地租。此等承租人包括出租土地的不分割份數的擁有人。如該土地的不分割份數已轉讓予該土地上的建築物內的個別物業單位，而有關物業單位已作差餉評估，儘管其差餉繳納人未必是物業單位的擁有人，估價署署長仍獲授權發出差餉及地租綜合賬單，要求該差餉繳納人繳納地租。如物業單位擁有人以外的人士就該物業單位繳交地租，除非他與該擁有人有訂明協議，否則已繳地租即屬擁有人欠下該人士的債項。

### 出租土地的應課差餉租值
《地租條例》第7條訂明，適用租契的出租土地的應課差餉租值，應為該出租土地所包含的各物業單位的應課差餉租值的總和。

### 土地及物業單位的估價
《地租條例》第8條賦予估價署署長權力，可隨時對根據適用租契而持有的土地及其所包含的任何物業單位評估應課差餉租值。除《地租條例》另有規定外，評估應課差餉租值的依據與《差餉條例》第7及7A條的規定相同。如物業單位的預計應課差餉租值不超過最低應課差餉租值，其應課差餉租值須當作1元，估價署亦不會發出徵收地租通知書。現時最低應課差餉租值為3,000元，並與《差餉條例》第36（1）（l）條所訂豁免差餉的款額一致。

### 為發展及重新發展用地估價
當一幅用地空置有待發展／重新發展，或者正在發展／重新發展時，便無須評估差餉，但仍須根據《地租條例》第8條和《地租規例》第2和4條評估地租。終審法院在差餉物業估價署署長　訴　Agrila Limited及其他58家公司 [2001] （終院民事上訴案2000年第1及2宗）一案的判詞中，確認了為徵收地租而評估發展及重新發展用地這項安排的合法性。

### 地租登記冊
在《地租條例》中，有關估價署署長擬備新地租登記冊的指示、設定估價依據日期、地租登記冊所載的物業單位詳情、其形式和展示作公眾查閱的條文，與《差餉條例》中有關差餉估價冊的條文類似。

### 徵收地租
估價署署長負責根據《地租條例》徵收地租，而地政總署署長則負責追收欠繳地租的執法行動。如土地的地租或其後徵收的附加費未有繳交，地政總署署長可循法律程序收回土地。
跟《差餉條例》所訂明的徵收差餉次數相同，地租亦須於每季首月向估價署署長預繳。如在限期屆滿時仍未繳交地租，須徵收5%的附加費；倘若在原來繳款限期屆滿後六個月內仍未繳交，所有欠款須另加10%的附加費。

### 反對和上訴
《地租條例》有關建議修改地租登記冊，反對估價的更正、刪除或臨時估價，以及就估價署署長的決定向土地審裁處提出上訴的條文，均與《差餉條例》近似。

### 估價署署長的一般權力
《地租條例》和《差餉條例》賦予估價署署長的一般權力大致相同，包括估價署署長向物業單位的擁有人或佔用人索取資料，以及延長交回物業詳情申報表時限的權力；任何人拒絕向估價署署長提供資料或作出妨礙，或提供虛假或不確的陳述即屬犯罪及有關懲處。

### 差餉與根據香港法例第515章徵收的地租比較
現將差餉與地租的異同表列如下：
| 主題            | 差餉                                      | 地租                                                              |
| --------------- | ----------------------------------------- | ----------------------------------------------------------------- |
| 1. 法例         | 《差餉條例》（香港法例第116章）           | 《地租（評估及徵收）條例》（香港法例第515章）                     |
| 2. 性質         | 向物業徵收的稅項                          | 政府租契的租金                                                    |
| 3. 評估基礎     | 應課差餉租值（每年重估）                  | 應課差餉租值（每年重估）                                          |
| 4. 徵收百分率   | 每年由立法會釐定                          | 根據《聯合聲明》訂定的3%，所有由1985年5月27日起新批出的契約均適用 |
| 5. 每年應繳金額 | 應課差餉租值的指定百分比                  | 應課差餉租值的3%                                                  |
| 6. 記錄冊       | 差餉估價冊                                | 地租登記冊                                                        |
| 7. 繳納責任     | 擁有人和佔用人同樣有繳納責任              | 土地契約持有人（即擁有人）                                        |
| 8. 發單         | 差餉與地租一併發單                        | 差餉與地租一併發單                                                |
| 9. 徵收         | 每季預繳                                  | 每季預繳                                                          |
| 10. 遲交附加費  | 限期屆滿時徵收5%，六個月後總結欠再徵收10% | 限期屆滿時徵收5%，六個月後總結欠再徵收10%                         |
| 11. 欠款及執法  | 欠政府的債項，政府可申請樓宇押記令        | 欠政府的債項，政府可收回有關土地                                  |
| 12. 寬減        | 差餉退款（通常設有上限）、豁免附加費      | 不設寬減                                                          |
| 13. 豁免        | 農地、公眾宗教崇拜場所等                  | 新界原居村民或其合法繼承人所擁有合規格的鄉村式屋宇                |

## 地租判例
為發展和重新發展用地評估地租的合法性
Agrila有限公司及其他58家公司　訴　差餉物業估價署署長

土地審裁處地租上訴案1998年第5至32宗並其他案件

高院民事上訴案1999年第107宗 （上訴法庭）

終院民事上訴案2000年第1及2宗 （終審法院）

即使有關物業無須繳付差餉或已獲豁免評估差餉，政府仍可評定該物業的應課差餉租值，用以計算應繳的地租。差餉物業估價署署長有法定權力去評估農地或興建中的發展用地的應課差餉租值。土地審裁處須根據「反映實況」原則，和考慮每一物業的所有內在質素，以評估該等用地的應課差餉租值。採用物業單位最後確定的應課差餉租值作為租出土地在重新發展前的應課差餉租值，此舉與《基本法》並無抵觸。
裕麒有限公司　訴　差餉物業估價署署長

土地審裁處地租上訴案1998年第14宗

高院民事上訴案2008年第67宗 （上訴法庭）

土地審裁處接受差餉物業估價署署長採用建築成本法，評估一幅發展用地的應課差餉租值，以便按照香港法例第515章的要求評估地租。